# Giovanni di Borgogna-Borbone
Giovanni (Jean) di Borgogna, o Giovanni di Borbone (1231 – Moulins, settembre 1268), fu conte di Charolais (1248-1267) e, per matrimonio, signore di Borbone (1262-1268).

## Origine
Come ci viene confermato nel testamento del padre del 1272, era il figlio secondogenito del Duca di Borgogna ed in seguito re titolare di Tessalonica, Ugo IV di Borgogna e della prima moglie, Iolanda di Dreux, che, come ci viene confermato dalla Chronica Albrici Monachi Trium Fontium, era figlia del conte di Dreux e di Braine, Roberto III e della moglie (come ci viene confermato dal documento n° LXXIX del Cartulaire du comté de Ponthieu), Eleonora, signora di Saint-Valéry, come appendiamo dalla Histoire généalogique des ducs de Bourgogne de la maison de France.
Ugo IV di Borgogna era l'unico figlio maschio del Duca di Borgogna, Oddone III e di Alice di Vergy, come ci confermano gli Annales S. Benigni Divisionensis (Anno ab incarnatione domini 1212. 7. Idus Marcii, 6. feria ante mediam noctem anno bisextili natus est Hugo, filius Oddonis ducis de domina de Vergerie); Alice, come ci conferma la Histoire généalogique des ducs de Bourgogne de la maison de France, era figlia di Ugo signore di Vergy, e della moglie (come risulta dal documento n° 4314 del Recueil des chartes de l'abbaye de Cluny. Tome 5 -Hugo dominus Vergiaci........uxor eius domina Gilia-) Gillette di Traînel ( † dopo il 1217) e, secondo il documento n° 64 del Collection des principaux cartulaires du diocèse de Troyes, Volume 1, inerente ad una donazione fatta dal padre stesso, figlia di Guarniero, signore di Traînel, che cita il marito di Gisla (Hugo de Vergeio gener meus) e della moglie di cui non si conoscono né il nome né gli ascendenti.

## Biografia
Nel 1237, lo stesso anno che suo padre, Ugo IV, con l'erede della signoria di Borbone, Arcimbaldo, aveva stipulato un contratto di matrimonio per l'erede al ducato di Borgogna, Oddone e la figlia primogenita di Arcimbaldo, Matilde, entrambi ancora bambini, come appendiamo dalla Histoire généalogique des ducs de Bourgogne de la maison de FranceMathilde de Courtenay, Ugo IV stipulò, sempre con Arcimbaldo un contratto di matrimonio per Giovanni e la figlia secondogenita di Arcimbaldo, Agnese.
Tra il 1238 ed il 1241, suo padre, Ugo IV di Borgogna fu in Terra santa, a combattere per gli ultimi regni cristiani che ancora resistevano in Palestina; inoltre fu uno dei quattro commissari della Lega nata, col permesso del re di Francia, Luigi IX il Santo, per opporsi all'eccessivo arricchimento dei prelati e che criticò la politica del papa che anziché favorire la crociata, pensava solo a combattere gli Hohenstaufen.
Sua madre, Yolanda morì il 30 ottobre 1248 (secondo il necrologio degli Obituaires de Lyon II, Diocèse de Chalon-sur-Saône, Abbaye chef d'ordre de Cîteaux (non consultato), Yolanda mori il III Kal Nov 1248), dopo che il marito, Ugo IV di Borgogna, si era recato in Terra santa, l'anno del matrimonio di Giovanni e Agnese.
Nel 1249, alla morte del suocero, Arcimbaldo IX, Matilde la sorella di sua moglie, Agnese, ereditò la signoria di Borbone, mentre alla morte della bisnonna, Matilde di Courtenay, nel (1257), ancora Matilde divenne contessa di Nevers, Auxerre e Tonnerre, che governerà assieme al marito, il fratello di Giovanni, Oddone, che assunse il titolo di conte di Nevers, d'Auxerre e di Tonnerre.
Alla morte di, Matilde, nel 1262, a Oddone, rimase la reggenza delle contee di Nevers, Auxerre e Tonnerre mentre la signoria di Borbone andò alla moglie di Giovanni, Agnese di Borbone-Dampierre e Giovanni divenne signore di Borbone.
Alla morte di suo fratello, Oddone, nel 1266, Giovanni divenne l'erede del ducato di Borgogna.
Giovanni nel 1268, fece testamento e poco dopo morì.

## Matrimonio e discendenza
Nel febbraio 1248, Giovanni aveva sposato Agnese di Borbone-Dampierre, figlia di Arcimbaldo di Borbone-Dampierre, erede della signoria di Borbone, e di Iolanda di Châtillon, contessa di Nevers, ereditiera delle contee di Nevers, Auxerre e Tonnerre.
Giovanni da Agnese ebbe una sola figlia:
- Beatrice[19](1257-1310), che sposò nel 1272 Roberto di Francia, conte di Clermont, figlio del re di Francia Luigi IX il Santo, come ci viene confermato dal Gesta Philippi Tertii Francorum Regis[20]. Saranno i capostipiti della casata capetingia dei Borbone, che salirà al trono di Francia nel 1589 con Enrico III di Navarra.

## Ascendenza
|                              |                     |                         | Genitori             |  |  | Nonni |  |  | Bisnonni            |  |  | Trisnonni             |  |
|                              |                     |                         |                      |  |  |       |  |  | Ugo III di Borgogna |  |  | Oddone II di Borgogna |  |
|                              |                     |                         |                      |  |  |       |  |  | Ugo III di Borgogna |  |  | Oddone II di Borgogna |  |
|                              |                     | Maria di Blois          |                      |  |  |       |  |  | Ugo III di Borgogna |  |  |                       |  |
| Oddone III di Borgogna       |                     |                         |                      |  |  |       |  |  | Ugo III di Borgogna |  |  |                       |  |
|                              |                     | Alice di Lorena         | Matteo I di Lorena   |  |  |       |  |  |                     |  |  |                       |  |
|                              |                     | Alice di Lorena         | Matteo I di Lorena   |  |  |       |  |  |                     |  |  |                       |  |
|                              |                     | Alice di Lorena         | Berta di Svevia      |  |  |       |  |  |                     |  |  |                       |  |
| Ugo IV di Borgogna           |                     | Alice di Lorena         |                      |  |  |       |  |  |                     |  |  |                       |  |
|                              |                     | Ugo di Vergy            | Guido di Vergy       |  |  |       |  |  |                     |  |  |                       |  |
|                              |                     | Ugo di Vergy            | Guido di Vergy       |  |  |       |  |  |                     |  |  |                       |  |
|                              |                     | Ugo di Vergy            | Alice/Adelaide       |  |  |       |  |  |                     |  |  |                       |  |
| Alice di Vergy               |                     | Ugo di Vergy            |                      |  |  |       |  |  |                     |  |  |                       |  |
|                              |                     | Gillette di Trainel     | Guarniero di Trainel |  |  |       |  |  |                     |  |  |                       |  |
|                              |                     | Gillette di Trainel     | Guarniero di Trainel |  |  |       |  |  |                     |  |  |                       |  |
|                              |                     | Gillette di Trainel     | …                    |  |  |       |  |  |                     |  |  |                       |  |
| Giovanni di Borgogna-Borbone |                     | Gillette di Trainel     |                      |  |  |       |  |  |                     |  |  |                       |  |
|                              | Roberto II di Dreux | Roberto I di Dreux      |                      |  |  |       |  |  |                     |  |  |                       |  |
|                              | Roberto II di Dreux | Roberto I di Dreux      |                      |  |  |       |  |  |                     |  |  |                       |  |
|                              | Roberto II di Dreux | Agnese di Baudemont     |                      |  |  |       |  |  |                     |  |  |                       |  |
| Roberto III di Dreux         | Roberto II di Dreux |                         |                      |  |  |       |  |  |                     |  |  |                       |  |
|                              |                     | Iolanda di Coucy        | Rodolfo I di Coucy   |  |  |       |  |  |                     |  |  |                       |  |
|                              |                     | Iolanda di Coucy        | Rodolfo I di Coucy   |  |  |       |  |  |                     |  |  |                       |  |
|                              |                     | Iolanda di Coucy        | Agnese di Hainaut    |  |  |       |  |  |                     |  |  |                       |  |
| Yolanda di Dreux             |                     | Iolanda di Coucy        |                      |  |  |       |  |  |                     |  |  |                       |  |
|                              |                     | Tommaso di Saint-Valéry | …                    |  |  |       |  |  |                     |  |  |                       |  |
|                              |                     | Tommaso di Saint-Valéry | …                    |  |  |       |  |  |                     |  |  |                       |  |
|                              |                     | Tommaso di Saint-Valéry | …                    |  |  |       |  |  |                     |  |  |                       |  |
| Aénor di Saint-Valéry        |                     | Tommaso di Saint-Valéry |                      |  |  |       |  |  |                     |  |  |                       |  |
|                              |                     | Adele di Ponthieu       | …                    |  |  |       |  |  |                     |  |  |                       |  |
|                              |                     | Adele di Ponthieu       | …                    |  |  |       |  |  |                     |  |  |                       |  |
|                              |                     | Adele di Ponthieu       | …                    |  |  |       |  |  |                     |  |  |                       |  |
|                              |                     | Adele di Ponthieu       |                      |  |  |       |  |  |                     |  |  |                       |  |

### Fonti primarie
- (LA)  Monumenta Germaniae Historica, Scriptores, tomus V.
- (LA)  Monumenta Germaniae Historica, Scriptores, tomus XXIII.
- (LA)  Recueil des chartes de l'abbaye de Cluny. Tome 5.
- (LA)  Recueil des historiens des Gaules et de la France. Tome 20.
- (LA)  Cartulaire du comté de Ponthieu.
- (LA)  Collection des principaux cartulaires du diocèse de Troyes, Volume 1.

### Letteratura storiografica
- Charles Petit-Dutaillis, "Luigi IX il Santo", cap. XX, vol. V (Il trionfo del papato e lo sviluppo comunale) della «Storia del mondo medievale», vol. V, 1999, pp. 829–864
- (FR)  Histoire des ducs de Bourgogne de la race capétienne, tome III.
- (FR)  Histoire généalogique des ducs de Bourgogne de la maison de France.